# Jérôme-Hyacinthe Penhoat
Jérôme-Hyacinthe Penhoat (Roscoff, 26 mars 1812-Paris, 14 juin 1882), est un officier de marine français.

## Biographie
Fils d'un officier de marine, il entre au collège de marine d'Angoulême en novembre 1827 puis passe à la suppression de celui-ci à l'École navale de Brest sur l'Orion et en sort aspirant de 2e classe en octobre 1828. Il sert alors à la station du Brésil sur l'Aigrette et est nommé aspirant de 1re classe en juillet 1830. En novembre, il passe sur l'Émulation et travaille à la reconnaissance hydrographique du rio de la Plata et des côtes sud du Brésil. 
Enseigne de vaisseau (janvier 1833), il embarque pour un tour du monde, en mars 1834 sur l'Héroïne de Jean-Baptiste Cécille dans une longue campagne d'assistance aux pêcheurs de baleines. Promu lieutenant de vaisseau (avril 1837), il sert à la station des Antilles sur le Didon (en) et passe en juin 1839 sur la Belle Poule du prince de Joinville et prend ainsi part à une campagne au Levant avant d'aller à Sainte-Hélène pour le retour des cendres de Napoléon. 
Au début de l'année 1841, il se distingue durant l'incendie de la poudrière de Toulon et reçoit ainsi la Légion d'honneur. En décembre 1842, il devient second de la corvette à vapeur Pluton et participe en 1844 à la campagne sur les côtes du Maroc et aux bombardements de Tanger et de Mogador, dans l'escadre de Joinville. 
En janvier 1845, il commande le Cerf à la division du Levant et opère essentiellement sur les côtes de Syrie pour y protéger des chrétiens persécutés par les Turcs. En juillet 1849, il commande l'Héliopolis à Rochefort avant de devenir en août 1850, le second du Henri IV en escadre de Méditerranée. Il participe alors, sous les ordres de Louis Dubourdieu, au bombardement de Salé le 26 novembre 1851, ce qui lui vaut d'être nommé officier de la Légion d'honneur. 
Capitaine de frégate (février 1852), commandant de la Mouette puis de la frégate Constitution (1853), il sert en juin 1854 comme second sur le premier vaisseau à hélice, le Napoléon, durant la guerre de Crimée. Il prend alors part au transport du corps expéditionnaire de Varna à Eupatoria et dirige du 1er au 6 octobre 1854, le débarquement de diversion de Yalta. Il commande ensuite à terre la batterie du fort Génois et est cité à l'ordre du jour pour son comportement des 17, 18 et 19 octobre 1854. Il est alors nommé capitaine de vaisseau (décembre). 
Membre du Conseil des travaux (mai 1855), il commande en septembre 1856 la Cléopâtre à la division des Antilles et du Mexique comme capitaine de pavillon des amiraux de Gueydon et André-Édouard Pénaud. 
En août 1861, il commande la frégate cuirassée Couronne et participe activement à la campagne d'essais des bâtiments cuirassés que dirige l'amiral Charles-Eugène Pénaud et à la définition des méthodes d'emplois de ces nouveaux types de navires. Major à Brest (août 1864), il est promu contre-amiral et commande la division navale du Pacifique en novembre 1866 avec pavillon sur la corvette cuirassée Belliqueuse pour la première campagne lointaine d'un bâtiment de ce type. Il passe ainsi le cap Horn et parcourt les archipels de l'Océanie. Il effectue aussi une mission au Japon (avril 1869) et termine son nouveau tour du monde en revenant par l'océan Indien. Il démontre ainsi l'endurance des nouveaux navires cuirassés. 
Membre de la Commission des phares et du Conseil de l'observatoire de Paris (1869), il commande en sous-ordre l'escadre du Nord en juillet 1870 avec pavillon sur la Savoie puis en devient commandant en chef en novembre et fait avec sept frégates cuirassées et cinq croiseurs, une croisière en mer du Nord en baie de Jade et dans les parages d'Héligoland. Il revient à Cherbourg le 19 novembre 1870 et prend le 2 décembre le commandement de la 2e division d'infanterie du 18e corps à Gien. Il fait ensuite retraite vers Bourges et rejoint l'armée de l'Est avec laquelle il participe aux batailles de Villersexel (9-10 janvier 1871) et d'Héricourt (15-17 janvier). 
Vice-amiral (février 1871), commandant en chef de l'armée des Vosges, il en assure la dissolution après l'armistice avec diplomatie et fermeté. Nommé préfet maritime de Cherbourg en juin 1871, membre du Conseil d'amirauté et président de la Commission des naufrages (mars 1874), il passe préfet maritime de Toulon en octobre 1875 et est maintenu en activité sans limite d'âge.
Jérôme-Hyacinthe Penhoat meurt le 14 juin 1882 en son domicile dans le 8e arrondissement de Paris.

## Œuvres
On lui doit plusieurs ouvrages, essentiellement de tactique :
- La Tactique des bâtiments à vapeur à roues, 1843
- Essai sur l'attaque et la défense des lignes de vaisseaux, 1862
- Essai sur les évolutions d'une ligne de bataille, 1865
- Journal des marches de la 2e division d'infanterie, 1873
- Rapport sur le désarmement de l'armée des Vosges, 1873
- Éléments de tactique navale, 1879

## Récompenses et distinctions
- Chevalier (28 avril 1841), Officier de la Légion d'honneur (26 novembre 1851), Commandeur (31 septembre 1859) puis Grand Officier de la Légion d'honneur (28 mai 1869).